# Сашо Ожболт
Сашо Ожболт (рођен 4. априла 1981. у Дубровнику) је бивши словеначки кошаркаш.

## Клупска каријера
Каријеру је почео у екипи Порторожа. Једну сезону је провео у екипи Триглава да би 2001. потписао за Унион Олимпију. Прву годину је провео на позајмици у Словану да би од 2002. године заиграо за Олимпију. Са њима остаје до 2011. када долази на једну сезону у екипу Загреба. Од 2012. до краја каријере 2015. је наступао за екипу Сплошна пловба Порторож.

## Репрезентација
Са репрезентацијом Словеније је играо на Светском првенству 2006. и на Европском првенству 2011.